# Berlindom
Der Berlindom ist ein 3080 m hoher und kuppelförmiger Berg im ostantarktischen Viktorialand. In den Southern Cross Mountains ragt er südlich der Daughtery Peaks, südöstlich der Stewart Heights und ostnordöstlich der Schulte Hills auf.
Wissenschaftler der deutschen Expedition GANOVEX IV (1984–1985) benannten ihn. Namensgeberin ist Deutschlands größte Stadt Berlin.